# Paul Girard Smith
Paul Girard Smith, auch Paul Gerald Smith, (* 14. September 1894 in Omaha, Nebraska; † 4. April 1968 in San Diego, Kalifornien) war US-amerikanischer Drehbuchautor, Schauspieler und Regisseur.

## Leben
Smith schrieb bereits im Alter von 10 Jahren eigene Musicals. Im Ersten Weltkrieg war er in einem United States Marine Corps in Deutschland stationiert. 1919 kehrte er in die USA zurück und schrieb fortan sehr erfolgreich Drehbücher. Smith kam durch Buster Keaton nach Hollywood, um an dem Film Der General mitzuschreiben. Insgesamt schrieb er von 1926 bis 1955 an den Drehbüchern zu über 90 Spielfilmen mit.
Smith war mit Mary Alice Lundgren verheiratet und hatte 4 Kinder.

## Spielfilme als Drehbuchautor (Auswahl)
- 1927: The General (deutsch: Der General)
- 1927: In Old Arizona
- 1933: Mast- und Schotbruch! (Son of a Sailor)
- 1934: The Circus Clown
- 1936: Ladies in Love
- 1940: The Boys from Syracuse
- 1943: Heavenly Music Kurzfilm
- 1947: Die Söhne der grünen Hölle (Untamed Fury)

## Spielfilme als Darsteller (Auswahl)
- 1933, Knockout Kisses